# Livia Voigt
Livia Voigt   (Florianópolis, 10 de juliol de 2004) és la persona multimilionària més jove del món, segons el rànquing anual de 2024 de la revista Forbes.
És néta de Werner Ricardo Voigt, mort el 2016 i fundador de WEG S.A., una empresa multinacional brasilera fundada el 1961, amb seu a la ciutat de Jaraguá do Sul, a l'estat de Santa Catarina (Brasil). WEG S.A. és la companyia més important del Brasil en la fabricació de motors, transformadors, grups electrògens, equips elèctrics del món, operant en les àrees de control i protecció, automatització de processos industrials, generació i distribució d'energia i pintures i vernissos industrials, entre d'altres productes.
Livia Voigt és una de les majors accionistes individuals de WEG S.A. El 2024, dels 2.781 multimilionaris al món, n'ocupava el número 2.655 amb una fortuna de 1.100 milions de dòlars.